# Bordás kupakgomba
A bordás kupakgomba (Entoloma cetratum) a döggombafélék családjába tartozó, Európában, Észak-Amerikában és Ausztráliában honos, fenyvesekben élő, nem ehető gombafaj.

## Megjelenése
A bordás kupakgomba kalapja 1-4 cm széles, alakja fiatalon kúpos, félgömb vagy harang alakú, később domború, közepén kis púppal. Széle nedvesen a kalap sugarának feléig vagy mélyebben áttetszően bordás. Higrofán: színe nedvesen okkeres, sárgásbarna vagy világos rozsdabarna, a közepén sötétebb; szárazon világosokker vagy krémszínű, felszíne fénylő. 
Húsa a kalapbőr alatt a kalapéval megegyező, lejjebb halványabb. Szaga és íze enyhén lisztes. 
Közepesen sűrű lemezei tönkhöz nőttek. Színük sárgásokkeres, idősen rózsás árnyalattal. 
Tönkje 2-9 cm magas és 0,1-0,3 cm vastag. Alakja karcsú, hengeres. Színe sárgásbarna vagy szürkésbarna. Felszíne a csúcsán hamvas, lejjebb feltűnően ezüstösen szálas.
Spórapora rózsaszínű. Spórája szögletes 5-8 csúccsal, mérete 9,5-14 x 7-9,5 µm. Bazídiuma kétspórás. 

### Hasonló fajok
A keresztspórás kupakgomba vagy a selymes döggomba hasonlíthat hozzá.

## Elterjedése és termőhelye
Európában, Észak-Amerikában és Ausztráliában honos.
Fenyvesekben él, főleg nedves élőhelyeken. Áprilistól novemberig terem. 

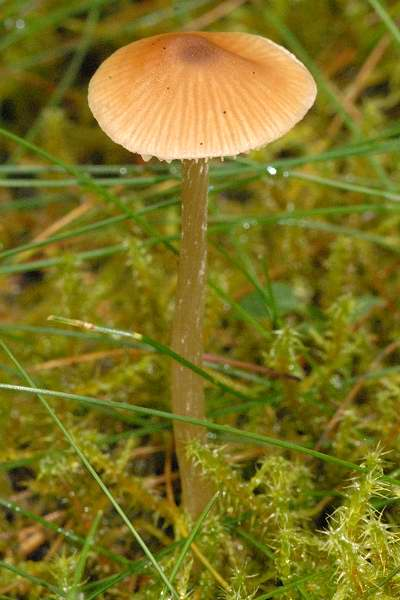
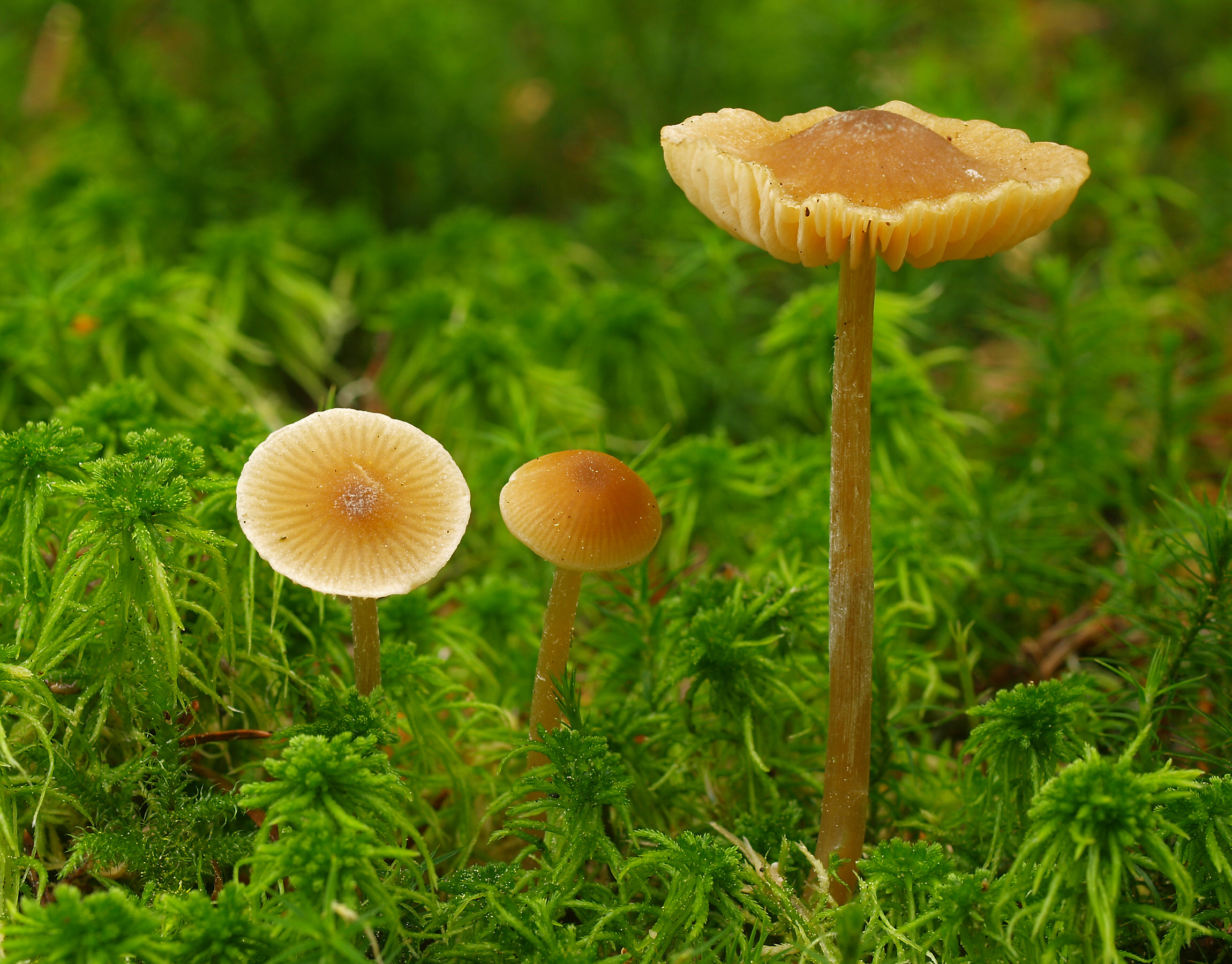
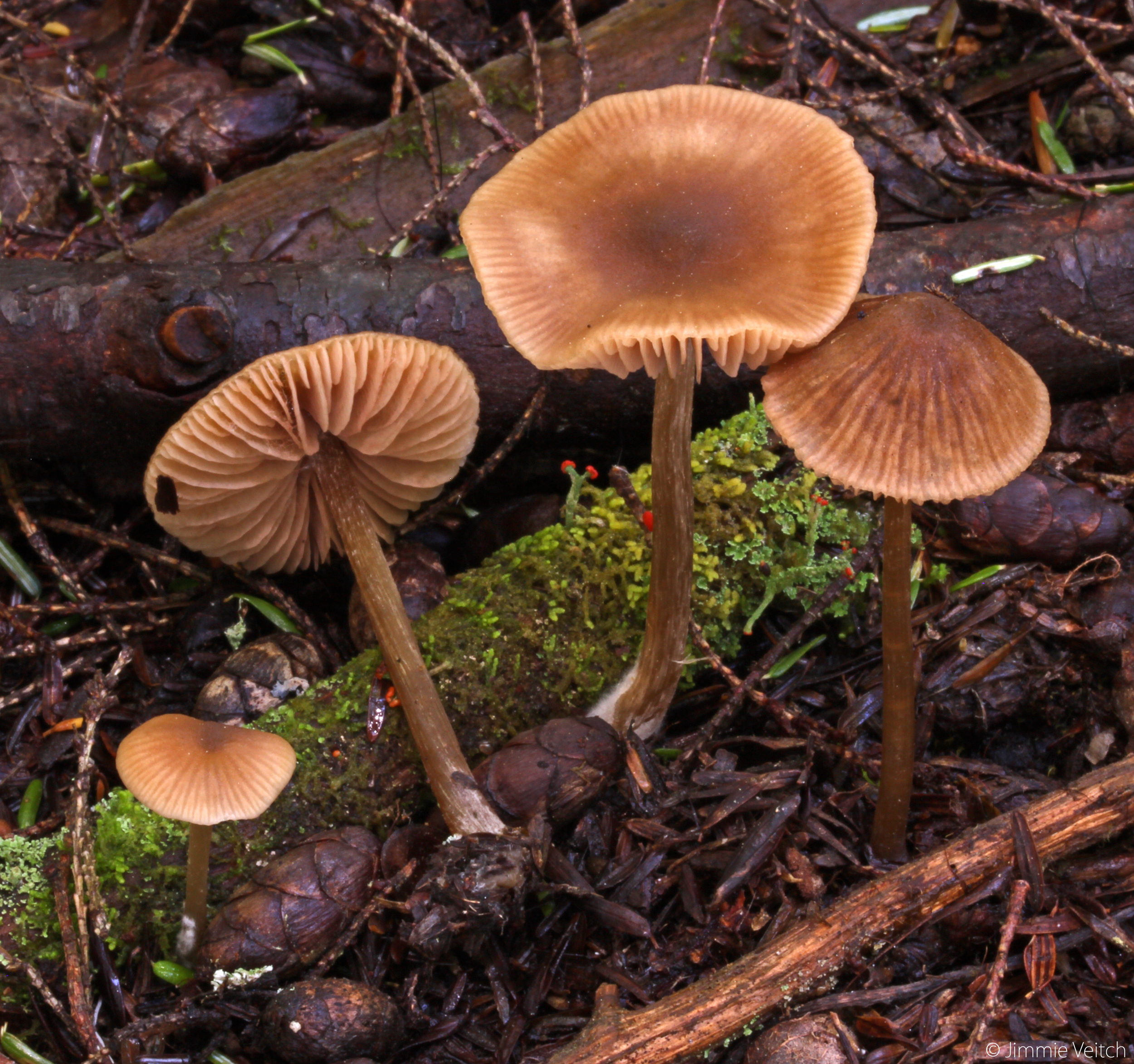
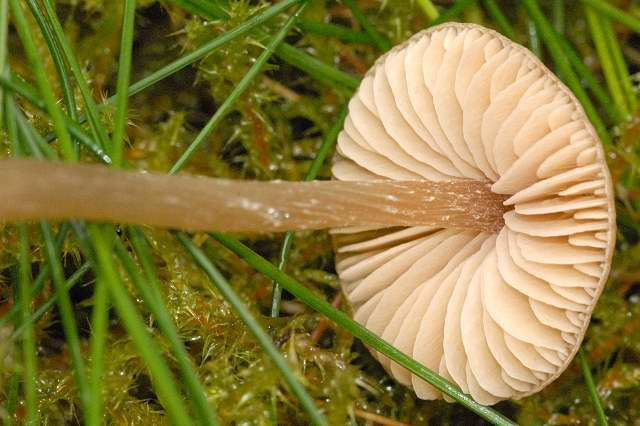
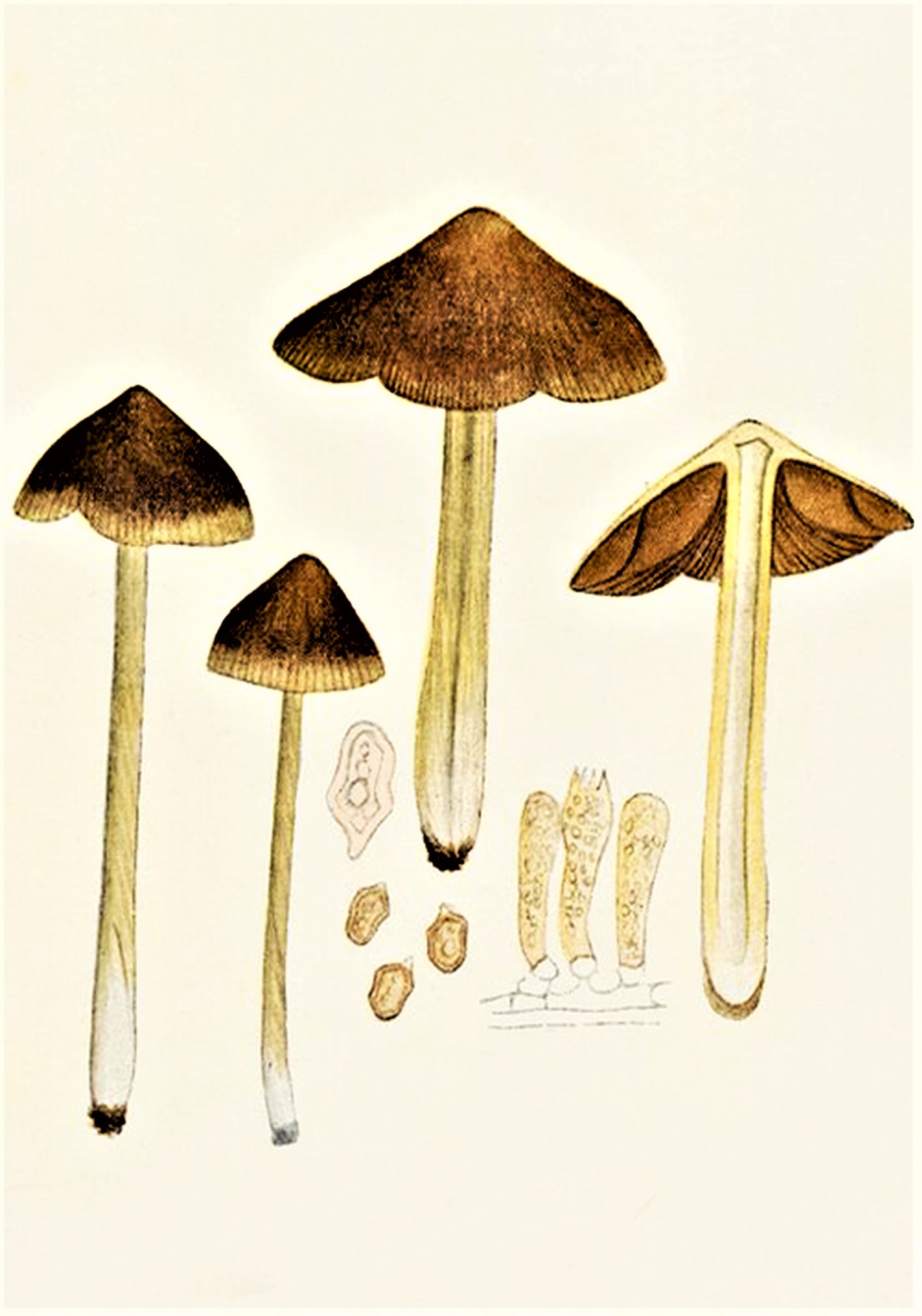

Nem ehető.